# Популярен православен митинг
Православно рали или Народна православна тревога ( на гръцки : Λαϊκός Ορθόδοξος Συναγερμός, Laikós Orthódoxos Synagermós ), често съкращавано до LAOS (ΛΑ.Ο.Σ.) като препратка към гръцката дума за хора, е гръцка дясна популистка политическа партия. Тя е основана от журналиста Георгиос Карацаферис през 2000 г.  няколко месеца след като той беше изключен от дясноцентристката Нова демокрация. Днес партията се ръководи от Филипос Кампурис.
(Нужно е логото на партията)

През 2004 г. LAOS си осигури подкрепа от Партията на елинизма и Гръцката женска политическа партия. През 2005 г. ЛАОС поглъща националистическия Гръцки фронт. Младежкият клон на LAOS е Младежта на православното събрание (NEOS) (което също е каламбур на думата за „младеж“ на гръцки). Народното православно събрание беше член на групата Европа на свободата и демокрацията (EFD) в Европейския парламент по време на 7-ия Европейски парламент и беше член на Алианса на независимите демократи в Европа, европейска политическа партия, до разпускането на AIDE през 2008 г.
Партията не успя да достигне прага от 3% от гласовете на избирателите на изборите през 2004 г. с 2,2%; три месеца по-късно печели 4,12% от гласовете и едно място на изборите за Европейски парламент през 2004 г. LAOS получи 3,8% от гласовете на изборите през 2007 г. , избирайки 10 членове на парламента. През 2009 г. LAOS успя да избере двама представители в Европейския парламент, получавайки 7,14% от гласовете. След като получи 5,63% от гласовете и избра 15 членове на парламента на изборите през 2009 г. LAOS падна под прага от 3% през 2012 г. и не успя да си осигури никакви места в парламента. На 8 април 2016 г. ЛАОС се присъедини към алианса Национално единство. Партията не участва в изборите през 2019 г. и на парламентарните избори в Гърция през май 2023 г. и юни 2023 г.

Членове с висок профил, като Макис Воридис, Танос Плеврис и Адонис Георгиадис, от тогава се присъединиха към Нова демокрация, като и тримата станаха министри в кабинета на Кириакос Мицотакис, в това, което беше описано като „LAOSification“ на последния. Преди парламентарните избори в Гърция през 2023 г.  основателят на партията и дългогодишен президент, Георгиос Карацаферис, похвали Мицотакис, наричайки го „най-добрият политик на века“.

### Идеология
Според Popular Orthodox Rally,  разграничаването на политическия свят на дясно и ляво крило вече не е уместно след края на Студената война. В наши дни всеки във всеки аспект от ежедневието си е или за, или против глобализацията. Партията твърди, че се състои от радикално различни групи, които обхващат целия ляво-десен политически спектър. Президентът на партията Карацаферис, говорейки по случай 6-тата годишнина от създаването на партията, заяви: „Ние сме обединени в единствената партия, която има в своите редици работници и учени, работници и безработни, леви и десни“. 
Карацаферис описа Народното православно събрание като "дълбоко демократична партия", състояща се от всичко - от "предидиктаторско дясно" до сливане на ляво и дясно до "Народен либерализъм" в официалната партийна литература. Той също така заяви, че подкрепя "патриотизма и социалната солидарност, вземайки от всички идеологии и личности, които харесвам. Не ме интересува дали се нарича комунизъм, либерализъм или социализъм".
Въпреки това, Народното православно събрание често се характеризира от опозиционни политици и в медиите като „крайнодесни“, „популисти“, „радикално „десни“ и националисти. Твърди се също, че нейната учредителна декларация (сега изтеглена от мрежата) включва антидемократични, антипарламентарни идеи и предложението решенията да се вземат от съвет, който ще включва военни офицери и църковни служители.  Народният православен митинг започва като партия с православна християнска религиозна идентичност, но също така и с радикално националистическа политическа идентичност. Въпреки че оттогава се твърди, че се е опитвала да „умери“ националистическата част от своята привлекателност, като някои от крайнонационалистическата или неофашистка склонност, като Константинос Плеврис, след това напускат партията, за да се присъединят към Патриотичния алианс или други маргинални политически организации, повече крайни националисти наскоро отново се присъединиха към нейните редици и бяха избрани в парламента. От десетте кандидати на Народното православно събрание, които влязоха в парламента през 2007 г. четирима се смятат за част от „националистическия блок“: Макис Воридис, „Танос“ Плеврис, Адонис Георгиадис и Кириакос Велопулос. 
На фона на кризата с гръцкия държавен дълг партията подкрепи първото спасяване през 2010 г. (единствената парламентарна партия освен управляващата ПАСОК), но след това гласува против правителството на ПАСОК на решаващи гласувания, включително гласуването на 29 юни 2011 г. относно мерките за икономии. След като Георгиос Папандреу подаде оставка през ноември 2011 г., ЛАОС участва заедно с ПАСОК и НД в правителството на националното единство (кабинета на Пападемос), но подаде оставка от правителството през февруари 2012 г. поради по-нататъшни мерки за икономии и на фона на намаляваща популярност в социологическите проучвания. LAOS не успя да спечели никакви места на парламентарните избори в Гърция през 2012 г. което може да се отдаде на предишната му нерешителна позиция.

### Позиция на Партията
Основните точки на партия Народното православно рали са следните:
- Без приемане на Турция в Европейския съюз

- Забранете имиграцията от страни извън Европейския съюз и депортирайте всички нелегални имигранти.

- Противопоставяне на Европейската конституция и Лисабонския договор

- Строга позиция в спора за името на Македония; никакво признаване на Република Македония под каквото и да е име, което включва термина "Македония".

- Драстични намаления на данъците както за физическите лица, така и за малкия бизнес.